# Mealhada
Mealhada là một huyện thuộc tỉnh Aveiro, Bồ Đào Nha. Huyện này có diện tích 111 km², dân số thời điểm năm 2001 là 20751 người.